# RIS police scientifique
Pour les articles homonymes, voir RIS.
RIS police scientifique est une série télévisée française en 100 épisodes de 52 minutes, adaptée par Stéphane Kaminka de la série italienne RIS: Delitti imperfetti, et diffusée du 12 janvier 2006 au 20 février 2014 sur TF1.
En Belgique, la série est diffusée du 7 janvier 2006 au 13 février 2014 sur RTL-TVi, et en Suisse depuis le 11 janvier 2006 sur la TSR.
En juillet 2014, TF1 confirme le fait que la série est annulée après 9 saisons, en raison notamment de la baisse des audiences par rapport aux débuts de la série en 2006. La chaîne n'exclut cependant pas de la relancer ultérieurement.

## Historique
En Italie, le RIS (Reparto investigazioni scientifiche) est la section scientifique des carabinieri, la gendarmerie italienne. L'adaptation française garde la même dénomination, RIS (Recherches et investigations scientifiques), mais ne correspond à aucun corps de police existant. C'est un laboratoire d'enquête et d'analyse fictif englobant plusieurs « métiers » se trouvant au cœur des problématiques policières d’aujourd’hui : la Police technique et scientifique, l'Identité judiciaire, la Médecine légale et la Police judiciaire. Si la série prend certaines libertés par rapport à l’organisation interne des services policiers, elle se veut néanmoins coller le plus possible à la réalité des enquêtes de terrain et des analyses de labo qui en découlent.
La série italienne originelle est renommée Les Spécialistes pour éviter la confusion avec la série de TF1.

## Synopsis
Cette série met en scène l'équipe du RIS (Recherches et Investigations Scientifiques). Au programme : autopsies, recherches d'ADN, relevés d'empreintes et analyses en tous genres pour résoudre des enquêtes criminelles.

### Fiche technique
- Titre : RIS Police scientifique
- Création : Stéphane Kaminka d'après un concept de Pietro Valsecchi-Taodue
- Scénario : Stéphane Kaminka (33 épisodes), Benjamin Dupont-Jubien (28 épisodes)
- Décors : Romain Denis (67 épisodes)
- Costumes : Robert Isaac (63 épisodes)
- Photographie : Dominique Brenguier (55 épisodes)
- Montage : Emmanuel Douce (24 épisodes), Bob Rayers (16 épisodes)
- Musique : Erwann Kermorvant
- Casting : Sophie Blanchouin (60 épisodes)
- Production : Caroline Hertman, Anne Santa Maria
- Sociétés de production : Alma Productions (TF1 Production), SAGA Film, RTL-TVi
- Sociétés de distribution : TF1 (France)
- Budget : 10 millions d'euros (saison 1)[2]
- Pays d'origine :  France
- Langue originale : français
- Format : couleur
- Genre : Série policière
- Durée : 100 × 52 minutes

## Distribution

### Postes
| Saison            | 1                                                 | 2                                                 | 3                                                 | 4                                                 | 4                                                 | 5                                                 | 5                                                 | 5                                                 | 6                                                 | 6                                                  | 7                                                  | 7                                                  | 8                                                  | 9                                            |
| ----------------- | ------------------------------------------------- | ------------------------------------------------- | ------------------------------------------------- | ------------------------------------------------- | ------------------------------------------------- | ------------------------------------------------- | ------------------------------------------------- | ------------------------------------------------- | ------------------------------------------------- | -------------------------------------------------- | -------------------------------------------------- | -------------------------------------------------- | -------------------------------------------------- | -------------------------------------------- |
| Épisodes          | 1 à 8                                             | 9 à 20                                            | 21 à 30                                           | 31 à 32                                           | 33 à 46                                           | 47 à 48                                           | 49                                                | 50 à 62                                           | 63 à 68                                           | 69 à 72                                            | 73 à 74                                            | 75 à 80                                            | 81 à 92                                            | 93 à 100                                     |
| Chef du RIS       | Marc Venturi (Jean-Pierre Michaël)                | Marc Venturi (Jean-Pierre Michaël)                | Gilles Sagnac démission E68 (Philippe Caroit)     | Gilles Sagnac démission E68 (Philippe Caroit)     | Gilles Sagnac démission E68 (Philippe Caroit)     | Gilles Sagnac démission E68 (Philippe Caroit)     | Gilles Sagnac démission E68 (Philippe Caroit)     | Gilles Sagnac démission E68 (Philippe Caroit)     | Gilles Sagnac démission E68 (Philippe Caroit)     | Commandant Maxime Vernon décédé E92 (Michel Voïta) | Commandant Maxime Vernon décédé E92 (Michel Voïta) | Commandant Maxime Vernon décédé E92 (Michel Voïta) | Commandant Maxime Vernon décédé E92 (Michel Voïta) | Commandant Lucie Ballack (Delphine Rollin)   |
| Techniciens       | Malik Berkaoui (Stéphane Metzger)                 | Malik Berkaoui (Stéphane Metzger)                 | Malik Berkaoui (Stéphane Metzger)                 | Malik Berkaoui (Stéphane Metzger)                 | Malik Berkaoui (Stéphane Metzger)                 | Malik Berkaoui (Stéphane Metzger)                 | Malik Berkaoui (Stéphane Metzger)                 | Malik Berkaoui (Stéphane Metzger)                 | Malik Berkaoui (Stéphane Metzger)                 | Malik Berkaoui (Stéphane Metzger)                  | Malik Berkaoui (Stéphane Metzger)                  | Malik Berkaoui (Stéphane Metzger)                  | Malik Berkaoui (Stéphane Metzger)                  | Malik Berkaoui (Stéphane Metzger)            |
| Techniciens       | Hugo Challonges démission E68 (Pierre-Loup Rajot) | Hugo Challonges démission E68 (Pierre-Loup Rajot) | Hugo Challonges démission E68 (Pierre-Loup Rajot) | Hugo Challonges démission E68 (Pierre-Loup Rajot) | Hugo Challonges démission E68 (Pierre-Loup Rajot) | Hugo Challonges démission E68 (Pierre-Loup Rajot) | Hugo Challonges démission E68 (Pierre-Loup Rajot) | Hugo Challonges démission E68 (Pierre-Loup Rajot) | Hugo Challonges démission E68 (Pierre-Loup Rajot) | -                                                  | -                                                  | -                                                  | -                                                  | -                                            |
| Techniciens       | Julie Labro décédée E74 (Barbara Cabrita)         | Julie Labro décédée E74 (Barbara Cabrita)         | Julie Labro décédée E74 (Barbara Cabrita)         | Julie Labro décédée E74 (Barbara Cabrita)         | Julie Labro décédée E74 (Barbara Cabrita)         | Julie Labro décédée E74 (Barbara Cabrita)         | Julie Labro décédée E74 (Barbara Cabrita)         | Julie Labro décédée E74 (Barbara Cabrita)         | Julie Labro décédée E74 (Barbara Cabrita)         | Julie Labro décédée E74 (Barbara Cabrita)          | Julie Labro décédée E74 (Barbara Cabrita)          | Émilie Durringer (Laetitia Fourcade)               | Émilie Durringer (Laetitia Fourcade)               | Émilie Durringer (Laetitia Fourcade)         |
| Techniciens       | Nathalie Giesbert démission E49 (Aurélie Bargème) | Nathalie Giesbert démission E49 (Aurélie Bargème) | Nathalie Giesbert démission E49 (Aurélie Bargème) | Nathalie Giesbert démission E49 (Aurélie Bargème) | Nathalie Giesbert démission E49 (Aurélie Bargème) | Nathalie Giesbert démission E49 (Aurélie Bargème) | Nathalie Giesbert démission E49 (Aurélie Bargème) | -                                                 | -                                                 | -                                                  | -                                                  | -                                                  | -                                                  | -                                            |
| Techniciens       | -                                                 | -                                                 | -                                                 | -                                                 | Eloïse Soma décédée E48 (Claire Galopin)          | Eloïse Soma décédée E48 (Claire Galopin)          | -                                                 | -                                                 | -                                                 | -                                                  | -                                                  | -                                                  | -                                                  | -                                            |
| Techniciens       | -                                                 | -                                                 | -                                                 | -                                                 | Frédéric Artaud (Jean-Luc Joseph)                 | Frédéric Artaud (Jean-Luc Joseph)                 | Frédéric Artaud (Jean-Luc Joseph)                 | Frédéric Artaud (Jean-Luc Joseph)                 | Frédéric Artaud (Jean-Luc Joseph)                 | Frédéric Artaud (Jean-Luc Joseph)                  | Frédéric Artaud (Jean-Luc Joseph)                  | Frédéric Artaud (Jean-Luc Joseph)                  | Frédéric Artaud (Jean-Luc Joseph)                  | Frédéric Artaud (Jean-Luc Joseph)            |
| Techniciens       | -                                                 | -                                                 | -                                                 | -                                                 | -                                                 | Katia Shriver (Anne-Charlotte Pontabry)           | Katia Shriver (Anne-Charlotte Pontabry)           | Katia Shriver (Anne-Charlotte Pontabry)           | Katia Shriver (Anne-Charlotte Pontabry)           | Katia Shriver (Anne-Charlotte Pontabry)            | Katia Shriver (Anne-Charlotte Pontabry)            | Katia Shriver (Anne-Charlotte Pontabry)            | Katia Shriver (Anne-Charlotte Pontabry)            | -                                            |
| OPJ               | Capitaine Pierre Morand (Laurent Olmedo)          | Capitaine Pierre Morand (Laurent Olmedo)          | Capitaine Pierre Morand (Laurent Olmedo)          | Capitaine Pierre Morand (Laurent Olmedo)          | Capitaine Pierre Morand (Laurent Olmedo)          | Capitaine Pierre Morand (Laurent Olmedo)          | Capitaine Pierre Morand (Laurent Olmedo)          | Capitaine Pierre Morand (Laurent Olmedo)          | Capitaine Pierre Morand (Laurent Olmedo)          | Capitaine Pierre Morand (Laurent Olmedo)           | Capitaine Pierre Morand (Laurent Olmedo)           | Capitaine Pierre Morand (Laurent Olmedo)           | Capitaine Pierre Morand (Laurent Olmedo)           | Capitaine Pierre Morand (Laurent Olmedo)     |
| OPJ               | Lieutenant Martine Forest (Claudia Tagbo)         | Lieutenant Martine Forest (Claudia Tagbo)         | Lieutenant Martine Forest (Claudia Tagbo)         | Lieutenant Martine Forest (Claudia Tagbo)         | Lieutenant Martine Forest (Claudia Tagbo)         | Lieutenant Martine Forest (Claudia Tagbo)         | Lieutenant Martine Forest (Claudia Tagbo)         | Lieutenant Martine Forest (Claudia Tagbo)         | -                                                 | -                                                  | -                                                  | -                                                  | -                                                  | -                                            |
| Médecins légistes | Docteur Alessandra Joffrin (Coraly Zahonero)      | Docteur Alessandra Joffrin (Coraly Zahonero)      | Docteur Alessandra Joffrin (Coraly Zahonero)      | Docteur Alessandra Joffrin (Coraly Zahonero)      | Docteur Alessandra Joffrin (Coraly Zahonero)      | Docteur Alessandra Joffrin (Coraly Zahonero)      | Docteur Alessandra Joffrin (Coraly Zahonero)      | Docteur Alessandra Joffrin (Coraly Zahonero)      | Docteur Alessandra Joffrin (Coraly Zahonero)      | Docteur Alessandra Joffrin (Coraly Zahonero)       | Docteur Alessandra Joffrin (Coraly Zahonero)       | Docteur Alessandra Joffrin (Coraly Zahonero)       | Docteur Alessandra Joffrin (Coraly Zahonero)       | Docteur Alessandra Joffrin (Coraly Zahonero) |
| Médecins légistes | -                                                 | -                                                 | -                                                 | -                                                 | Docteur Gabriel Valmer (Jean-Baptiste Marcenac)   | Docteur Gabriel Valmer (Jean-Baptiste Marcenac)   | Docteur Gabriel Valmer (Jean-Baptiste Marcenac)   | Docteur Gabriel Valmer (Jean-Baptiste Marcenac)   | -                                                 | -                                                  | -                                                  | -                                                  | -                                                  | -                                            |
| Commissaire       | Commissaire Divisionnaire Berry (Bernard Lanneau) | -                                                 | -                                                 | -                                                 | -                                                 | -                                                 | -                                                 | -                                                 | -                                                 | -                                                  | -                                                  | -                                                  | -                                                  | -                                            |

### Acteurs principaux

#### Chefs du RIS
- Jean-Pierre Michaël : Marc Venturi (saisons 1-2, 5)
- Philippe Caroit : Gilles Sagnac (saisons 3-6)[3]
- Michel Voïta : Commandant Maxime Vernon (saisons 6-8)[4]
- Delphine Rollin : Commandant Lucie Ballack (saison 9)

#### Techniciens
- Aurélie Bargème : Nathalie Giesbert  (saisons 1-5)[5]
- Claire Galopin : Eloïse Soma, décédée S05E02 (saisons 4-5)[6]
- Pierre-Loup Rajot : Hugo Challonges (saisons 1-6)[7]
- Barbara Cabrita : Julie Labro, décédée S07E02 (saisons 1-7)[8]
- Anne-Charlotte Pontabry : Katia Shriver (saisons 5-8)
- Stéphane Metzger : Malik Berkaoui (saisons 1-9)
- Jean-Luc Joseph : Frédéric Artaud (saisons 4-9)
- Laetitia Fourcade : Émilie Durringer (saisons 7-9)

#### Médecins légistes
- Jean-Baptiste Marcenac : Dr Gabriel Valmer (saisons 4-5)
- Coraly Zahonero : Dr Alessandra Joffrin (saisons 1-9)

#### OPJ
- Claudia Tagbo : Lieutenant Martine Forest (saisons 1-5)
- Laurent Olmedo : Capitaine Pierre Morand (saisons 1-9)

#### Commissaire
- Bernard Lanneau : Commissaire Divisionnaire Berry (saison 1)

#### Autres
- Lizzie Brocheré : Cécile Challonges, fille d'Hugo (saisons 1-2, 5-6)
- Damien De Vannet
- Linda Hardy : Coralie « Lilou » Dumas (saison 9, épisodes 1-2, 6-8)

### Acteurs invités
- François Caron (saison 1, épisode 5)
- Liane Foly : Monica (saison 4, épisode 15)
- Thierry Beccaro (saison 5, épisode 1)
- Sandrine Quétier : Elle-même (saison 5, épisode 5)
- Christian Vadim (saison 5, épisode 5)
- Nikos Aliagas : Lui-même (saison 5, épisode 5)
- Jean-Pierre Michaël : Marc Venturi (saison 5, épisode 7)
- Ophélie Winter : Isabelle Ballancourt (saison 5, épisode 11)
- Frédéric Bouraly (saison 6, épisode 2)
- Hugo Becker : Emmanuel (saison 6, épisode 3)
- Yann Sundberg : Florent (saison 6, épisode 3)
- Maruschka Detmers (saison 7, épisodes 1-2)
- Marthe Mercadier (saison 7, épisode 3)
- Marie Bunel (saison 7, épisode 5)
- Didier Cauchy : Alberto Casas (saison 7, épisode 6)
- Annelise Hesme (saison 8, épisode 1)
- Alexandre Brasseur (saison 8, épisode 5)
- Marianne Basler (saison 8, épisode 6)
- Christophe Reymond (saison 3, épisode 10)
- Milan Mauger (saison 8, épisode 6)
- Adriana Karembeu (saison 8, épisode 7)
- Chloé Lambert (saison 8, épisode 9)
- Xavier Lemaître (saison 8, épisode 9)
- Margot Abascal : Élodie Vermassen (saison 8, épisode 10)
- Laly Meignan : Laurence Rochand (saison 8, épisode 11)
- Clémentine Célarié : Nicole Langlois (saison 8, épisodes 11-12)
- Véronique Jannot : Christine (saison 9, épisode 5)
- Jean-Marie Bigard : Étienne Carrera (saison 9, épisode 6)
- Christophe Malavoy (saison 9, épisodes 7-8)

## Production

### Développement
La série est une adaptation d'une série italienne, RIS delitti imperfetti (diffusée plus tard en France sous le titre Les Spécialistes : Investigation scientifique), créée par Daniele Cesarano, Barbara Petronio et Leonardo Valenti, et diffusée par Canale 5. Les scénarios de la première saison sont directement adaptés des scénarios italiens, tout comme les personnages dont les noms sont francisés, comme le patron Riccardo Venturi dans la version italienne devenu Marc Venturi dans la version française. À partir de la deuxième saison, les producteurs s'éloignent de la série originale, en supprimant l'aspect feuilletonnant et en accentuant le polar et l'enquête scientifique. Depuis l'épisode Vertiges (2.10), les scénarios sont originaux, ainsi que les nouveaux personnages.
La série originale italienne, RIS: Delitti imperfetti, a été diffusée sur TF1 en octobre et novembre 2008, le mercredi après-midi, sous le nom de Les Spécialistes : Investigation scientifique. Une adaptation allemande de la série, RIS, Sprache der Toten, a été diffusée à partir du 25 mars 2007 sur SAT1, et annulée au bout de 25 épisodes faute d'audiences[réf. nécessaire].
En juillet 2014, TF1 confirme le fait que la série est annulée après 9 saisons, en raison notamment des audiences en baisse par rapport aux débuts de la série en 2006. La chaîne n'exclut cependant pas de la relancer ultérieurement.

### Casting
En avril 2007, à une semaine du tournage de la troisième saison, Jean-Pierre Michaël qui joue Marc Venturi, chef du R.I.S., décide de quitter la série, déçu de l'évolution de son personnage. C'est l'acteur Philippe Caroit qui le remplace dans le rôle de Gilles Sagnac.
En 2009, Aurélie Bargème quitte son personnage de Nathalie Giesbert au début de la cinquième saison, elle est remplacée par Anne-Charlotte Pontabry qui incarnera le rôle de Katia Shriver, spécialiste au département des contre-expertises.
En mai 2011, à l'issue de la sixième saison, Philippe Caroit décide de quitter à son tour la série. Il explique que son rôle est trop restrictif, lui donnant l'impression d'être « enfermé », et qu'il est obligé de jouer des scènes qu'il a « l'impression d'avoir jouées dix fois ». Il est remplacé par  Michel Voïta dans le rôle du commandant Maxime Vernon. Pierre-Loup Rajot décide aussi de partir de la série à l'issue de cette saison.
En 2012, Barbara Cabrita, présente depuis le début, quitte également la série après la saison 7, elle est alors remplacée par Laëtitia Fourcade dans le rôle d'Émilie Duringer, scientifique des douanes.
À la fin de la huitième saison, Michel Voïta quitte la série. Il est remplacé à partir de la saison suivante par Delphine Rollin dans le rôle de Lucie Ballack, le quatrième chef du RIS et la première femme à cette position.

### Tournage

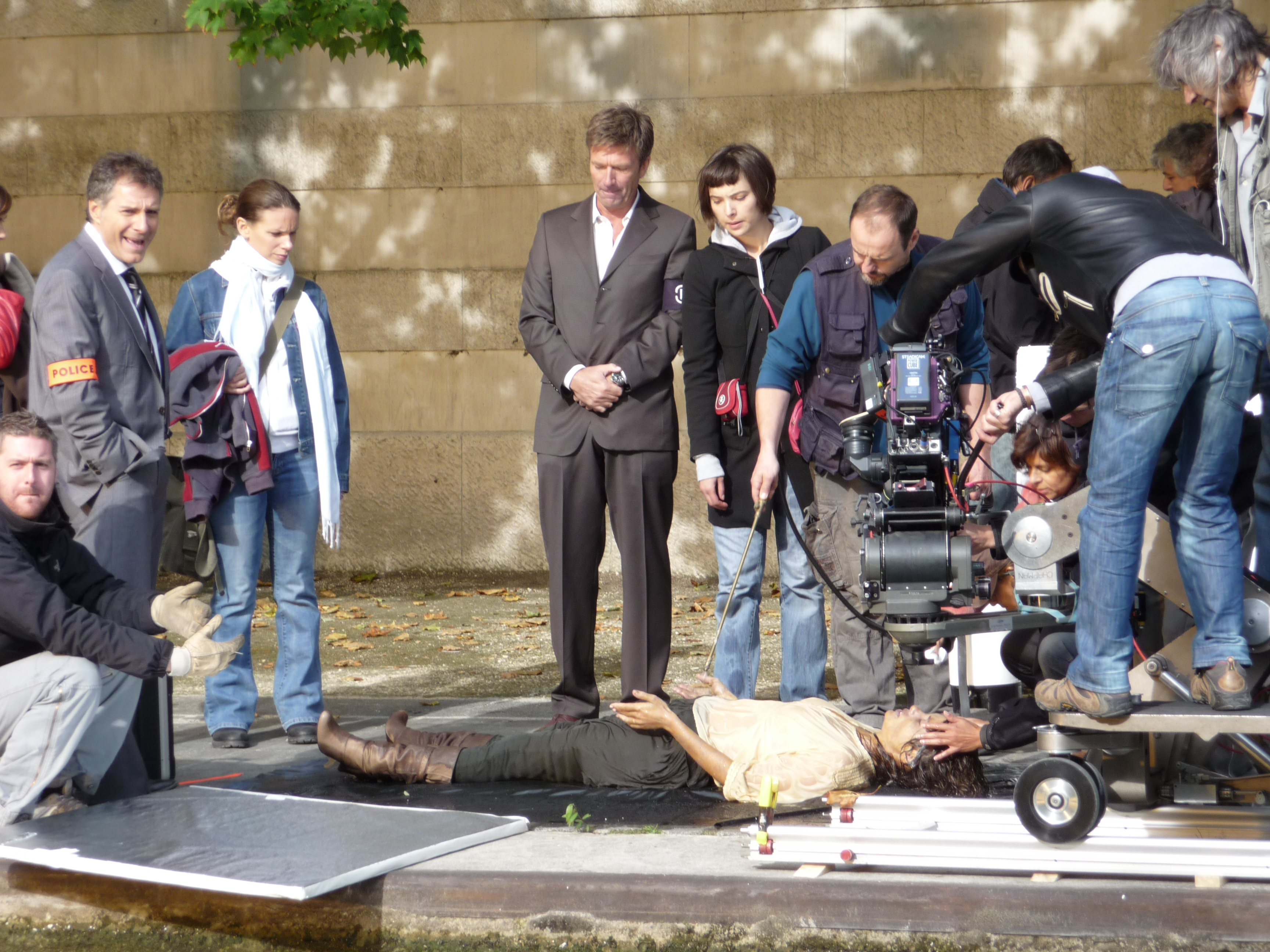
Tournage de l'épisode 39 à l'écluse Villette dans le de Paris le 17 septembre 2008.

Les premiers épisodes de la saison 1 sont tournés à l'été 2005 dans un studio d'Aubervilliers où le laboratoire a été construit.
La sixième saison est tournée à partir du 1er mars 2010.
La septième saison est tournée en région parisienne à partir du lundi 18 juillet 2011.

### Diffusion internationale
En Belgique, la série est diffusée du 7 janvier 2006 au 13 février 2014 sur RTL-TVi.
En Suisse, la série est diffusée depuis le 11 janvier 2006 sur la TSR.

## Épisodes

### Première saison (2006)
1. Une vie brisée
2. Père en détresse
3. Un nid de vipères
4. Beauté fragile
5. Un homme à la dérive, partie 1
6. Un homme à la dérive, partie 2
7. Belle de nuit
8. Puzzle

### Deuxième saison (2007)
1. Rencontres (9)
2. Un point de non retour (10)
3. Le Cercle des initiés, partie 1 (11)
4. Le Cercle des initiés, partie 2 (12)
5. Preuve d'amour (13)
6. Cœurs à vif (14)
7. Apparences trompeuses (15)
8. Dépendances (16)
9. La Rançon de la vie (17)
10. L'Ombre d'un doute (18)
11. Vertiges (19)
12. Voyance (20) - Départ de Marc Venturi

### Troisième saison (2008)
1. La Piste aux étoiles (21) - Arrivée de Gilles Sagnac
2. Meurtres aveugles (22)
3. Faute de goût (23)
4. Fanatique (24)
5. Cloaca Maxima (25)
6. Tirs croisés (26)
7. Jugement dernier (27)
8. Eaux profondes (28)
9. QI 149 (29)
10. Lumière morte (30)

### Quatrième saison (2008-2009)
1. À fleur de peau (31) - Arrivées du Dr Gabriel Valmer, d'Eloïse Soma et de Frédéric Artaud
2. Météore Express (32)
3. Trait pour trait (33)
4. Anonymat garanti (34)
5. Angle mort (35)
6. Chasse à l'homme (36)
7. Dernier Acte (37)
8. Partout où tu iras (38)
9. Tueur présumé (39)
10. Sang froid (40)
11. Nuit blanche (41)
12. Boomerang (42)
13. Cercueil volant (43)
14. Tu seras un homme (44)
15. À l'ombre du paradis (45)
16. Bonnes Manières (46)

### Cinquième saison (2009-2010)
1. Mise à l'épreuve, partie 1 (47) - Arrivée de Katia Shriver
2. Mise à l'épreuve, partie 2 (48) - Mort d'Eloïse Soma dans l'explosion d'une scène de crime
3. Profession de foi (49) - Démission de Nathalie Giesbert
4. Alibis (50)
5. People (51)
6. Les Fleurs du mal (52)
7. Parade mortelle (53)  Retour exceptionnel de Marc Venturi, ancien chef du RIS
8. Feu intérieur (54)
9. Pressing (55)
10. Dernier Voyage (56)
11. Plus belle que moi (57)
12. Noces de sang (58)
13. Dans la ligne de mire (59)
14. Explosif (60)
15. Retraite anticipée (61)
16. Sous pression (62)

### Sixième saison (2010-2011)
1. Revivre encore (63)
2. Retour de flammes (64)
3. Requiem assassin (65)
4. Coup de sang (66)
5. À la vie, à la mort (67)
6. Mort suspecte (68) - Démissions de Gilles Sagnac et d'Hugo Challonges
7. Zone rouge (69) - Arrivée du Commandant Maxime Vernon
8. Sur le vif (70)
9. Fou d'amour (71)
10. Temps mort (72) - Départs du Lieutenant Martine Forest et du Dr Gabriel Valmer

### Septième saison (2012)
1. En plein cœur 1re partie (73)
2. Des lendemains sombres 2e partie (74) - Mort de Julie Labro à l'hôpital des suites de l'explosion à son domicile
3. Diamant bleu (75) - Arrivée d'Emilie Duringer
4. Magie noire (76)
5. Le Prix d'excellence (77)
6. Toile de maître (78)
7. Taxi de nuit (79)
8. Coup de feu (80)

### Huitième saison (2013)
1. L'Ombre du passé (81)
2. Londres/Paris (82)
3. A bout de course (83)
4. Cendrillon et Compagnie (84)
5. Le Revenant (85)
6. Le Temps qu'il nous reste (86)
7. La Femme de l'ombre (87)
8. Nature morte (88)
9. Eaux troubles (89)
10. Mauvaise Foi (90)
11. La Menace (91)
12. Double Jeu (92) - Le Commandant Maxime Vernon est gravement blessé par balle dans les locaux du RIS.

### Neuvième saison (2014)
1. Les Cercueils de pierre, partie 1 (93) - Mort du Commandant Maxime Vernon à l'hôpital, départ de Katia Shriver et arrivée du Commandant Lucie Ballack
2. Les Cercueils de pierre, partie 2 (94)
3. Aux abois (95)
4. Secret de famille (96)
5. La Gorgone (97)
6. Le Rat et la Danseuse (98)
7. Chute libre, partie 1 (99)
8. Chute libre, partie 2 (100)

## Produits dérivés

### DVD
- RIS police scientifique, saison 1 (6 avril 2006)
- RIS police scientifique, saison 2 (16 mai 2007)
- RIS police scientifique, saison 3 (10 avril 2008)
- RIS police scientifique, saison 4 (20 mai 2009)